# كليف بويس
كليف بويس (بالإنجليزية: Cliff Bowes)‏ هو ممثل أمريكي، ولد في 14 نوفمبر 1894 في بويبلو في الولايات المتحدة، وتوفي في 6 يوليو 1929 في لوس أنجلوس في الولايات المتحدة.

## وصلات خارجية
- كليف بويس على موقع IMDb (الإنجليزية)
- كليف بويس على موقع أول موفي (الإنجليزية)
- كليف بويس على موقع قاعدة بيانات الفيلم (الإنجليزية)
- كليف بويس على موقع كينوبويسك (الروسية)